# ییان، شیجیاژوانگ
ییان، شیجیاژوانگ (به لاتین: Yi'an) یک شهرک در جمهوری خلق چین است که در Luquan District واقع شده‌است.